# Conus floccatus
Conus floccatus é uma espécie de gastrópode do gênero Conus, pertencente à família Conidae.

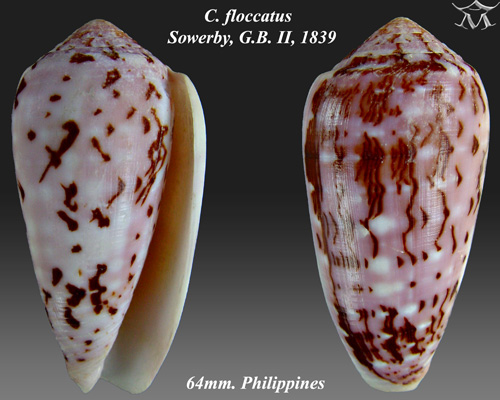
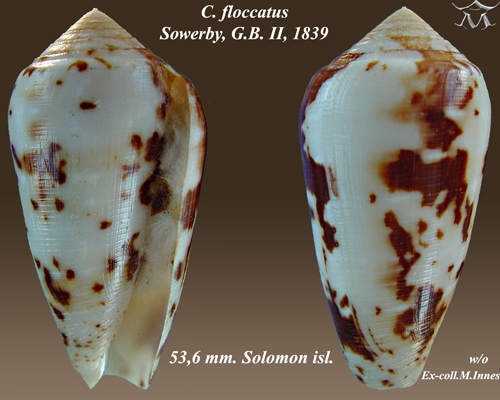
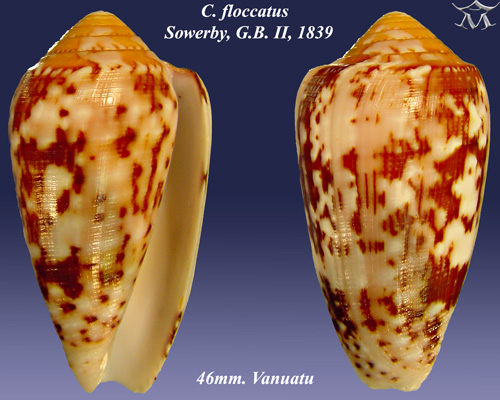